# La vie commence demain
Pour plus de détails, voir Fiche technique et Distribution.
La vie commence demain est un film documentaire français de Nicole Vedrès sorti en 1950.

## Synopsis
Un jeune provincial, incarné par Jean-Pierre Aumont, cherche à gagner Paris en faisant de l'autostop. Ce n'est pas une voiture qui le recueille mais un hélicoptère conduit par un journaliste. Celui-ci incite le jeune homme à rencontrer le père de l'existentialisme, Jean-Paul Sartre, puis le psychanalyste Daniel Lagache. Le jeune homme apprend que le mystérieux journaliste n'est autre qu'André Labarthe et qu'il se sert de lui pour mener une enquête : la vie de demain vue par l'homme de la rue. Mais ses premiers entretiens ont donné au jeune homme le désir d'en savoir plus. Il rencontre diverses personnalité des sciences, des lettres et des arts.
Outre les personnalités déjà citées, il rencontre le prix Nobel de chimie 1935 Frédéric Joliot-Curie, le biologiste Jean Rostand, l’architecte Le Corbusier, le peintre Pablo Picasso, le romancier prix Nobel de littérature 1947 André Gide, ainsi que le poète et scénariste de films Jacques Prévert. Pour conclure, André Labarthe, lui-même ingénieur, entonne un hymne à la vie, soulignant que si l’homme se veut maître de la nature, il doit aussi savoir en user raisonnablement.

## Réalisation
Nicole Vedrès a utilisé le seul moyen efficacement cinématographique de traiter son sujet, c'est-à-dire traduire par des images bien choisies les réponses des interviewés, réponses qui deviennent ainsi un commentaire parfaitement illustré. Le montage des prises de vue du film et des bandes d'archives (…) compose un tout très homogène.

## Fiche technique
- Réalisation : Nicole Vedrès
- Scénario : Nicole Vedrès
- Photographie : Fred Langenfeld, Levent, Bac, Pecqueux
- Assistants réalisateur : Jacques Nahum, Oscar Ziber
- Son : Raoul Gonnet
- Musique : Darius Milhaud, Manuel Rosenthal
- Montage : Marinette Cadixl Yannick Bellon
- Assistant montage : Geneviève Vaury
- Photographe : Sacha Masour
- Directeur de production : Armand Rubin
- Distribution : Cinéma Productions,  France
- Format : Noir et Blanc
- Pays de production :  France
- Date de production : 1949
- Genre : Documentaire scientifique
- Durée : 87 minutes
- Date de sortie : 15 septembre 1950

## Distribution
- Jean-Pierre Aumont : le jeune touriste
- André Labarthe : lui-même
- Jean-Paul Sartre : lui-même
- Daniel Lagache: lui-même
- Frédéric Joliot-Curie : lui-même
- Jean Rostand : lui-même
- Le Corbusier : lui-même
- Pablo Picasso : lui-même
- André Gide : lui-même
- Jacques Prévert : lui-même